# Goniomonadea
Classe
Les Goniomonadea sont une classe d’algues de l'embranchement des Cryptista.

## Liste des ordres
Selon AlgaeBase (28 août 2022) :
- Goniomonadales Novarino & I.A.N.Lucas, 1993

## Systématique
Le nom correct complet (avec auteur) de ce taxon est Goniomonadea Cavalier-Smith, 1993.

## Publication originale
- Cavalier-Smith, T. (1993). Kingdom Protozoa and its 18 phyla. Microbiological Reviews 57:  953-994.